# Peter Berneis
Peter Berneis est un scénariste, réalisateur et producteur allemand né le 1er avril 1910 à Berlin (Allemagne), mort en novembre 1985 à Munich.

## Filmographie

### comme scénariste
- 1948 : Le Portrait de Jennie (Portrait of Jennie) de William Dieterle
- 1950 : La Ménagerie de verre (The Glass Menagerie) d'Irving Rapper
- 1952 : Chicago Calling (en) de John Reinhardt (+ producteur)
- 1953 : Man nennt es Liebe
- 1954 : Schule für Eheglück
- 1955 : An der schönen blauen Donau
- 1957 : Mon homme Godfrey (My Man Godfrey) de Henry Koster
- 1959 : Les lâches meurent aussi (A Stranger in My Arms) de Helmut Käutner
- 1959 : Adorable Arabelle (Bezaubernde Arabella) d'Axel von Ambesser
- 1960 : La Jeune Pécheresse (Die junge Sünderin) de Rudolf Jugert
- 1962 : Tunnel 28 de Robert Siodmak (+ producteur)
- 1964 : SOS terre en péril (de) (Der Chef wünscht keine Zeugen)
- 1974 : Härte 10 (feuilleton TV)
- 1976 : Lobster (feuilleton TV)
- 1979 : La Percée d'Avranches (Steiner - Das eiserne Kreuz, 2. Teil) d'Andrew McLaglen

### Comme réalisateur
- 1954 : Les cloches n'ont pas sonné (Ungarische Rhapsodie), coréalisé avec André Haguet
- 1964 : SOS terre en péril (de) (Der Chef wünscht keine Zeugen), coréalisé avec Hans Albin
- 1964 : Un certain désir (Die Lady), coréalisé avec Hans Albin